# مقابلة بيل
مقابلة بيل (بالإنجليزية: Meet Bill)‏ هو فيلم كوميدي تم إنتاجه في الولايات المتحدة وصدر في سنة 2007. من بطولة آرون إيكهارت وجيسيكا ألبا وإليزابيث بانكس وتيموثي أوليفانت ولوجان ليرمان.

## القصة
تدور قصة الفيلم حول بيل العاطل والمتزوج من ابنة رجل مصرفي، ونتيجة لتدهور الحال تلجأ الزوجة إلى أموال والدها من أجل الإبقاء على حياة الرفاهية التي تعودت عليها سابقا، يسد بيل فراغه بتناول الطعام خاصة الشيكولاتة، لدرجة أنه يحلم بشراء توكيل حلوى حتى يتسنى له التكفل التام بأسرته والتخلص من تحكم والد زوجته. يتعين بيل في مشروع تابع لمدرسة ابتدائية وييتعرف على طرف ذكي، ثم يتعرض للكثير من المغامرات حتى يحصل مؤخرا على التوكيل الذي يحلم به.

## الميزانية والإيرادات
حقق أرباحا تقدر بـ 346,592 دولار.

## وصلات خارجية
- مقابلة بيل على موقع IMDb (الإنجليزية)
- مقابلة بيل على موقع ميتاكريتيك (الإنجليزية)
- مقابلة بيل على موقع روتن توميتوز (الإنجليزية)
- مقابلة بيل على موقع نتفليكس (الإنجليزية)
- مقابلة بيل على موقع قاعدة بيانات الأفلام العربية
- مقابلة بيل على موقع ألو سيني (الفرنسية)
- مقابلة بيل على موقع Turner Classic Movies (الإنجليزية)
- مقابلة بيل على موقع أول موفي (الإنجليزية)
- مقابلة بيل على موقع بوكس أوفيس موجو (الإنجليزية)
- مقابلة بيل على موقع فيلمافينيتي (الإسبانية)